# 二百五十五角形
二百五十五角形（にひゃくごじゅうごかくけい、にひゃくごじゅうごかっけい）は、多角形の一つで、255本の辺と255個の頂点を持つ図形である。内角の和は45540°、対角線の本数は32130本である。

## 正二百五十五角形
正二百五十五角形においては、中心角と外角は1.411…°で、内角は178.588…°となる。一辺の長さが a の正二百五十五角形の面積 S は
{\displaystyle S={\frac {255}{4}}a^{2}\cot {\frac {\pi }{255}}\simeq 5174.26329a^{2}}
{\displaystyle \cos(2\pi /255)}は有理数と平方根の組み合わせのみで表せる。
{\displaystyle {\begin{aligned}\cos {\frac {2\pi }{255}}=&\cos \left({\frac {\pi }{15}}-{\frac {\pi }{17}}\right)\\&=\cos {\frac {\pi }{15}}\cos {\frac {\pi }{17}}+\sin {\frac {\pi }{15}}\sin {\frac {\pi }{17}}\\&={\frac {1}{8}}\left({-1+{\sqrt {5}}+{\sqrt {30+{\sqrt {180}}}}}\right)\cdot \cos {\frac {\pi }{17}}+{\frac {1}{8}}\left({+{\sqrt {3}}-{\sqrt {15}}+{\sqrt {10+{\sqrt {20}}}}}\right)\cdot \sin {\frac {\pi }{17}}\\&={\frac {1}{8}}\left({-1+{\sqrt {5}}+{\sqrt {30+{\sqrt {180}}}}}\right)\cdot {\frac {1}{16}}\left({+1-{\sqrt {17}}+{\sqrt {34-{\sqrt {68}}}}+{\sqrt {68+{\sqrt {2448}}+{\sqrt {2720+{\sqrt {6284288}}}}}}}\right)+{\frac {1}{8}}\left({+{\sqrt {3}}-{\sqrt {15}}+{\sqrt {10+{\sqrt {20}}}}}\right)\cdot {\frac {1}{8}}\left({\sqrt {34-{\sqrt {68}}-{\sqrt {136-{\sqrt {1088}}}}-{\sqrt {272+{\sqrt {39168}}-{\sqrt {43520+{\sqrt {1608777728}}}}}}}}\right)\\\end{aligned}}}
{\displaystyle 255=16^{2}-1=(16+1)(16-1)=(16+1)(4+1)(4-1)=(16+1)(4+1)(2+1)(2-1)=17\cdot 5\cdot 3}

### 正二百五十五角形の作図
正二百五十五角形は定規とコンパスによる作図が可能な図形の一つである。
正二百五十五角形がコンパスと定規で作図できることは1796年にカール・フリードリヒ・ガウスが正十七角形がコンパスと定規で作図できることを発見したと同時に証明されたことになる。これは任意の三角関数において、その変数としての角が 2π/255 radのとき、関数の値が有理数と平方根の組み合わせのみで表現できることを意味する。

正二百五十五角形の作図